# Gau d'Essen
El Gau d'Essen (Gau Essen) va ser una divisió administrativa de l'Alemanya nazi de 1933 a 1945 a la província prussiana del Rin. Abans d'això, de 1928 a 1933, era la subdivisió regional del partit nazi en aquesta zona.
El sistema nazi de Gau (en plural Gaue) va ser establert originalment en una conferència del partit, el 22 de maig de 1926, per tal de millorar l'administració de l'estructura del partit. A partir de 1933, després de la presa de poder nazi, els Gaue va reemplaçar cada vegada més als estats alemanys com a subdivisions administratives a Alemanya.
Al capdavant de cada Gau es va situar un Gauleiter, una posició cada vegada més poderosa, especialment després de l'esclat de la Segona Guerra Mundial, amb poca interferència des de dalt. El Gauleiter local sovint ocupava càrrecs governamentals i de partit, i s'encarregava, entre altres coses, de la propaganda i la vigilància i, a partir de setembre de 1944, el Volkssturm i la defensa de la Gau.
La Gau es va crear al 1928, quan l'antic Gau de Renània del Nord (Gau Rheinland-Nord) es va dividir en el Gau d'Essen i la part sud que s'uní al Gau del Ruhr.
La posició de Gauleiter a Essen va estar a càrrec de Josef Terboven. Després de la conquesta alemanya de Noruega el 1940 Hitler va promoure Terboven a Reichskommissar del país ocupat, on va governar amb gairebé poder absolut. Es va suïcidar el 8 de maig de 1945, detonant 50 quilograms d'explosius en un búnquer.

## Gauleiters

### Gau de Renània del Nord
- 1925-1926: Karl Kaufmann

### Gau d'Essen
- 1928-1945: Josef Terboven